# Patacó (fitxa)
|  | Aquest article tracta sobre les fitxes de joc. Vegeu-ne altres significats a «Patacó». |

El patacó tradicional és una peça més o menys quadrada feta amb un parell de bocins de cartolina o de cartó procedents, generalment, d'una carta de baralla espanyola o d'una caixa de llumins, doblegats i encaixats entre si de tal manera que quedin les dues cares diferents i poder distingir el davant del darrere. Aquesta peça era utilitzada pels infants dels Països Catalans per a jugar al joc dels patacons, un joc de punteria, destresa i sort que es pot jugar tant al carrer com a casa i del qual n'hi ha moltes modalitats de joc.
El patacó modern és un disc petit i prim fabricat amb cartró o plàstic que es dona com a regal en les bosses i envasos de productes alimentaris sòlids o líquids segons la regió comercial o el país. A l'estat espanyol es van distribuir per Matutano a partir dels anys 90 i són coneguts com a Tazos, mentre que als Estats Units són coneguts com a Pogs (en ser la marca de sucs POG la primera en regalar-los als seus productes), o amb el nom més genèric de Milk caps.
Al Japó també existeix un joc tradicional similar anomenat Menko.

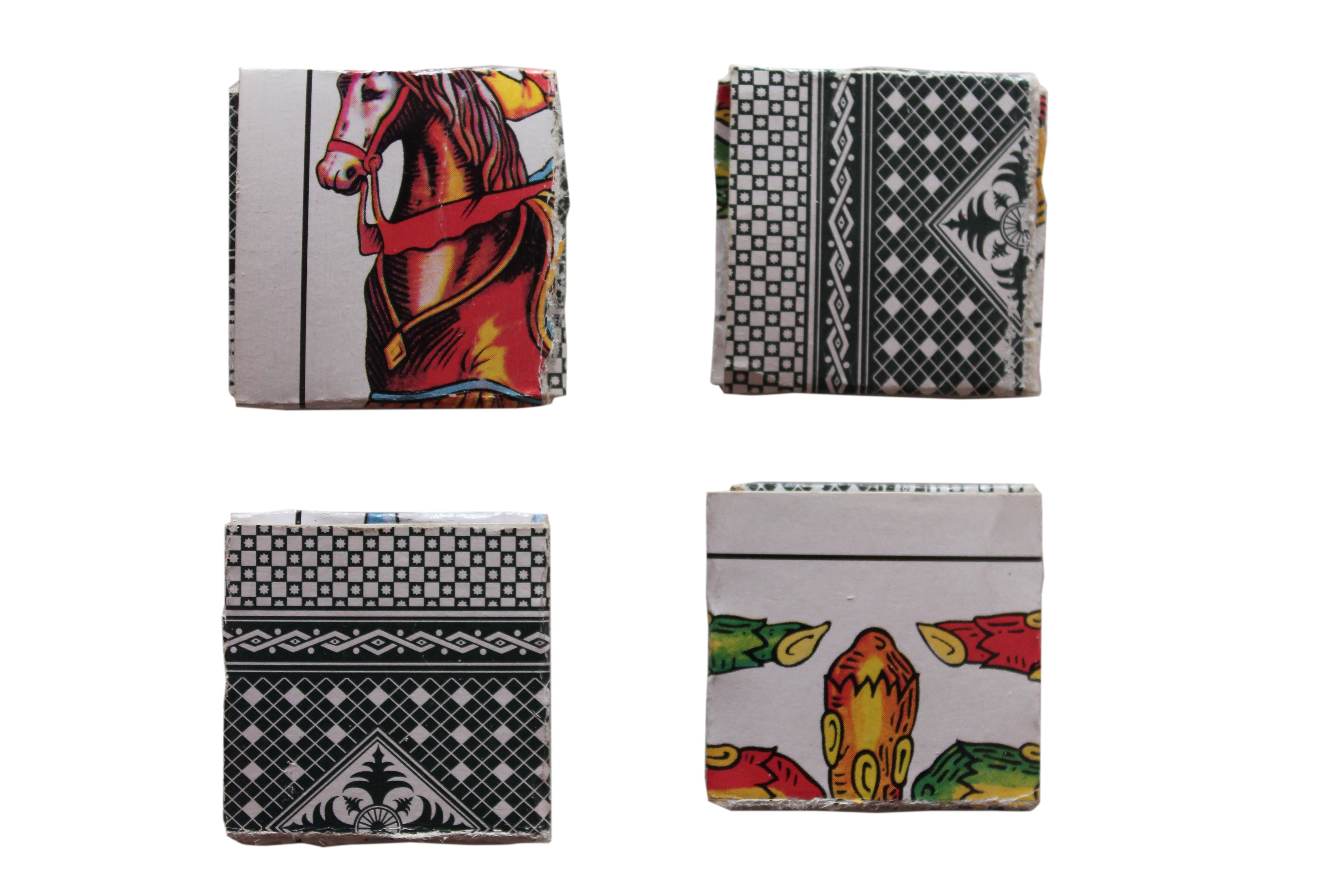
Patacons tradicionals vistos pel davant i pel darrere

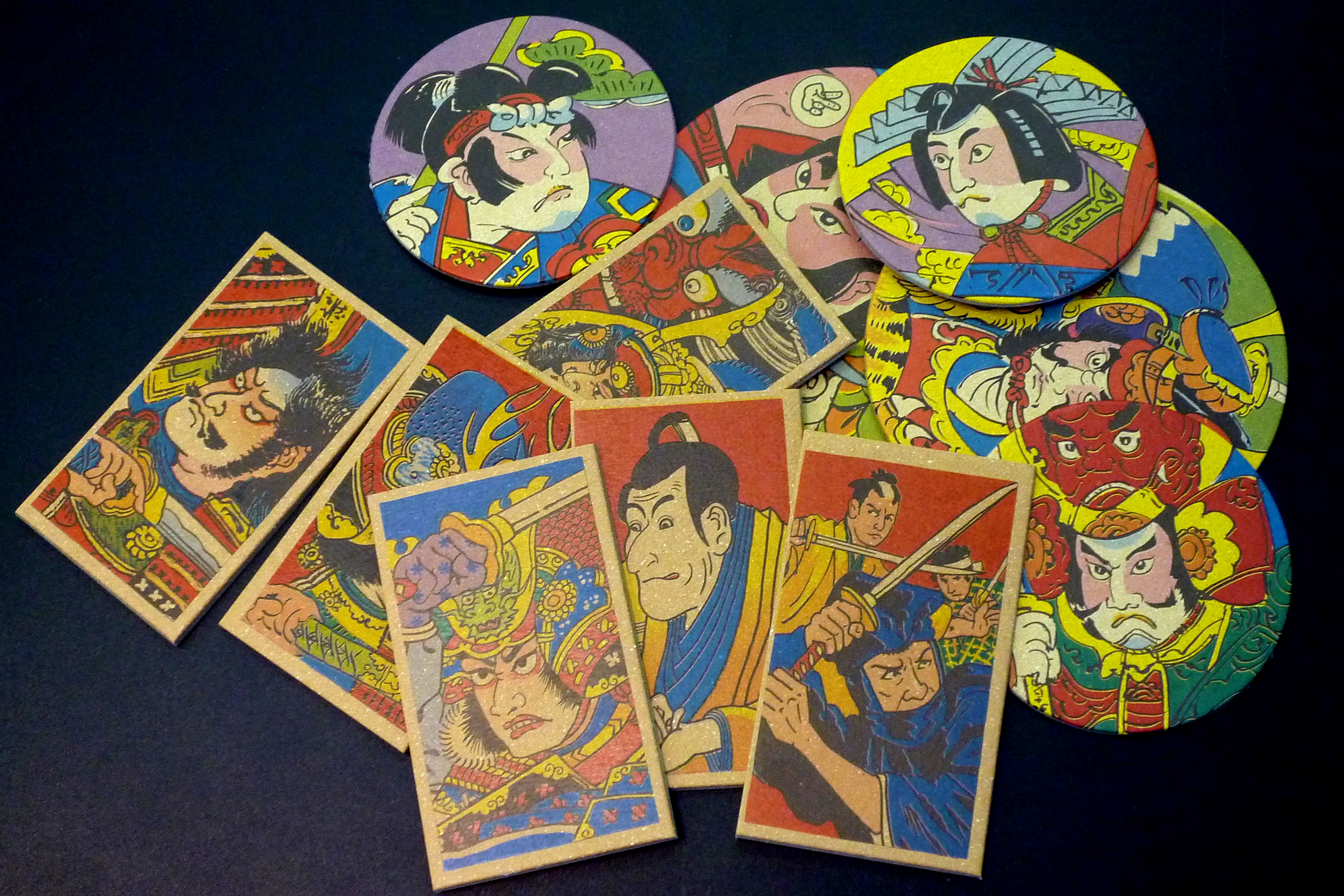
Patacons japonesos "Menkos"

## Construcció
El procediment de construcció s'inicia partint una carta per la meitat, quedant-ne dues parts iguals. Tot seguit es posen els dos trossos un sobre l'altre en forma d'angle de noranta graus i es doblega el tros en posició horitzontal cap enrere i després es torna a doblegar cap endavant. Amb el tros vertical es fa el mateix i per acabar s'encaixa el tros que ens queda lliure en la ranura que formen els altres plecs. Cal tenir en compte que les dues cares del patacó han de ser diferents per poder distingir el davant del darrere.

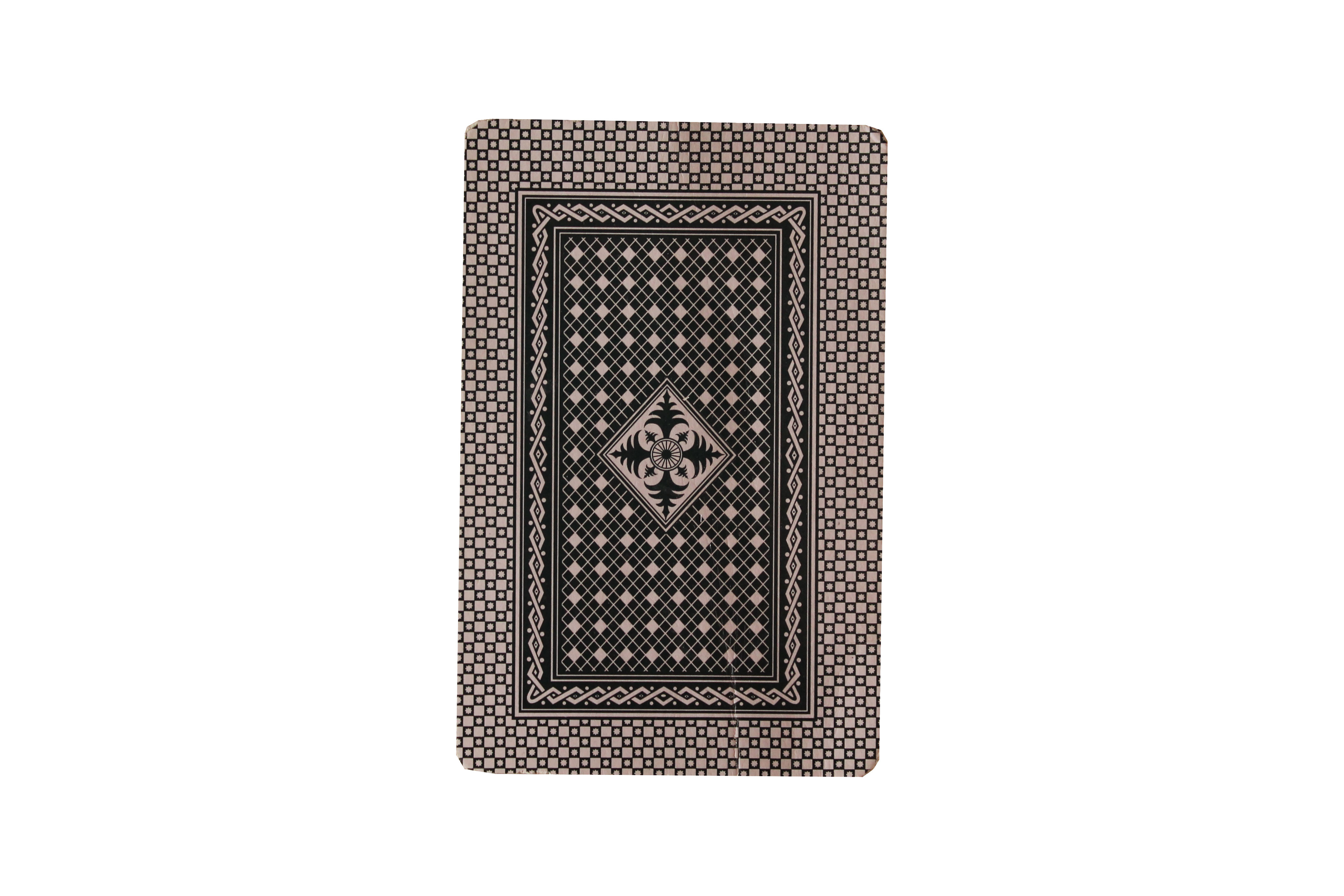
1. Carta vista des del darrere
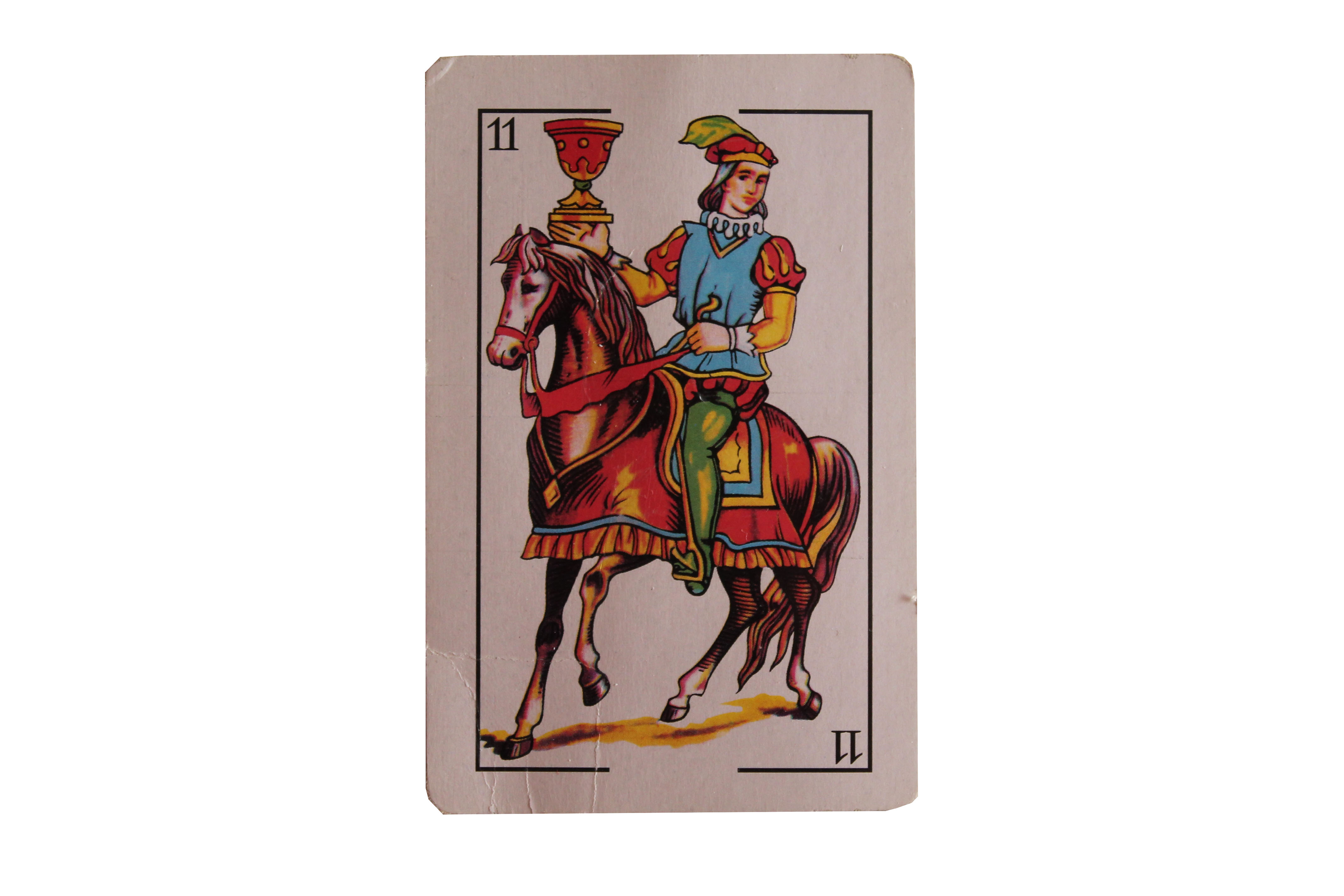
2. Carta vista des del davant
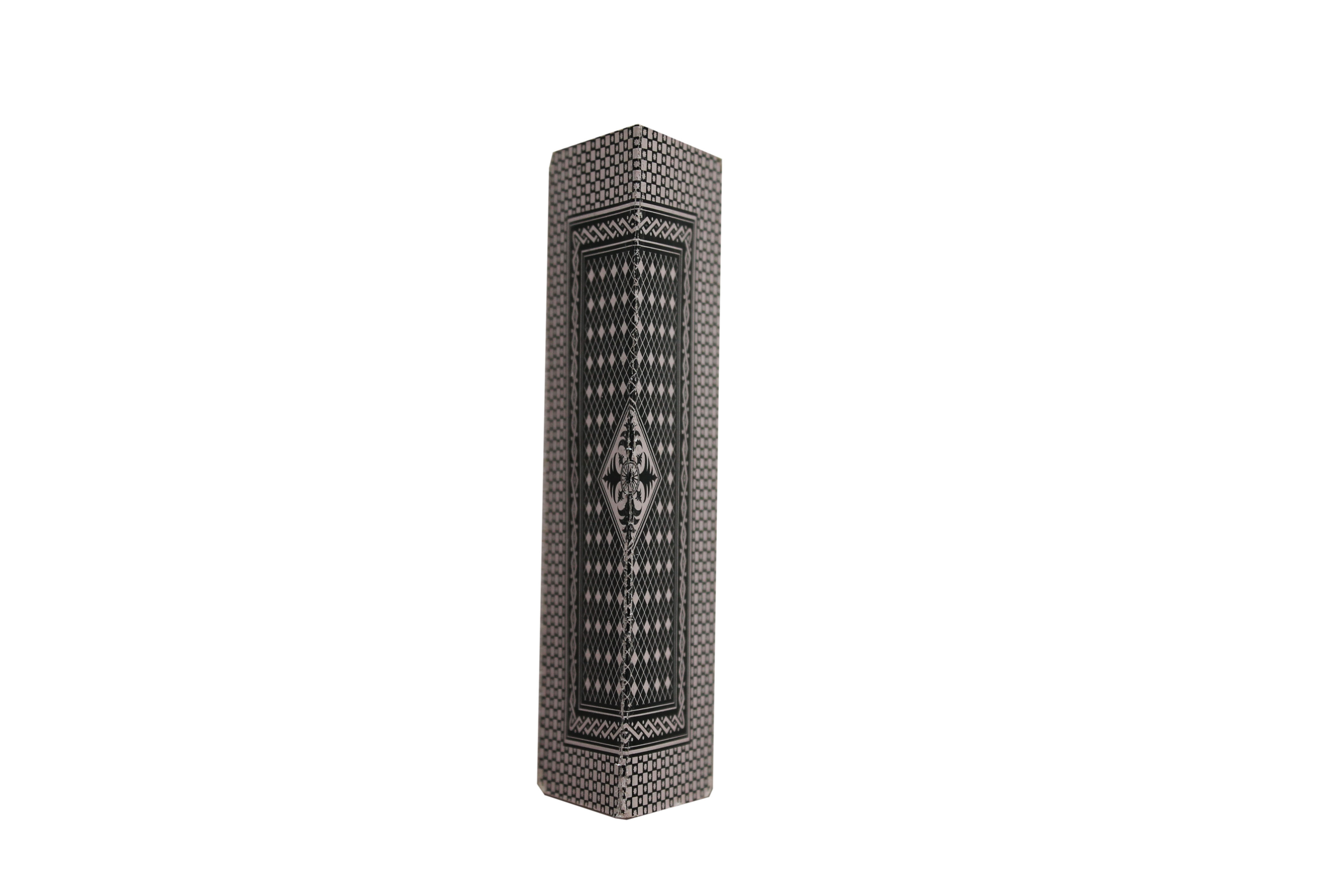
3. Dobleguem la carta per la meitat
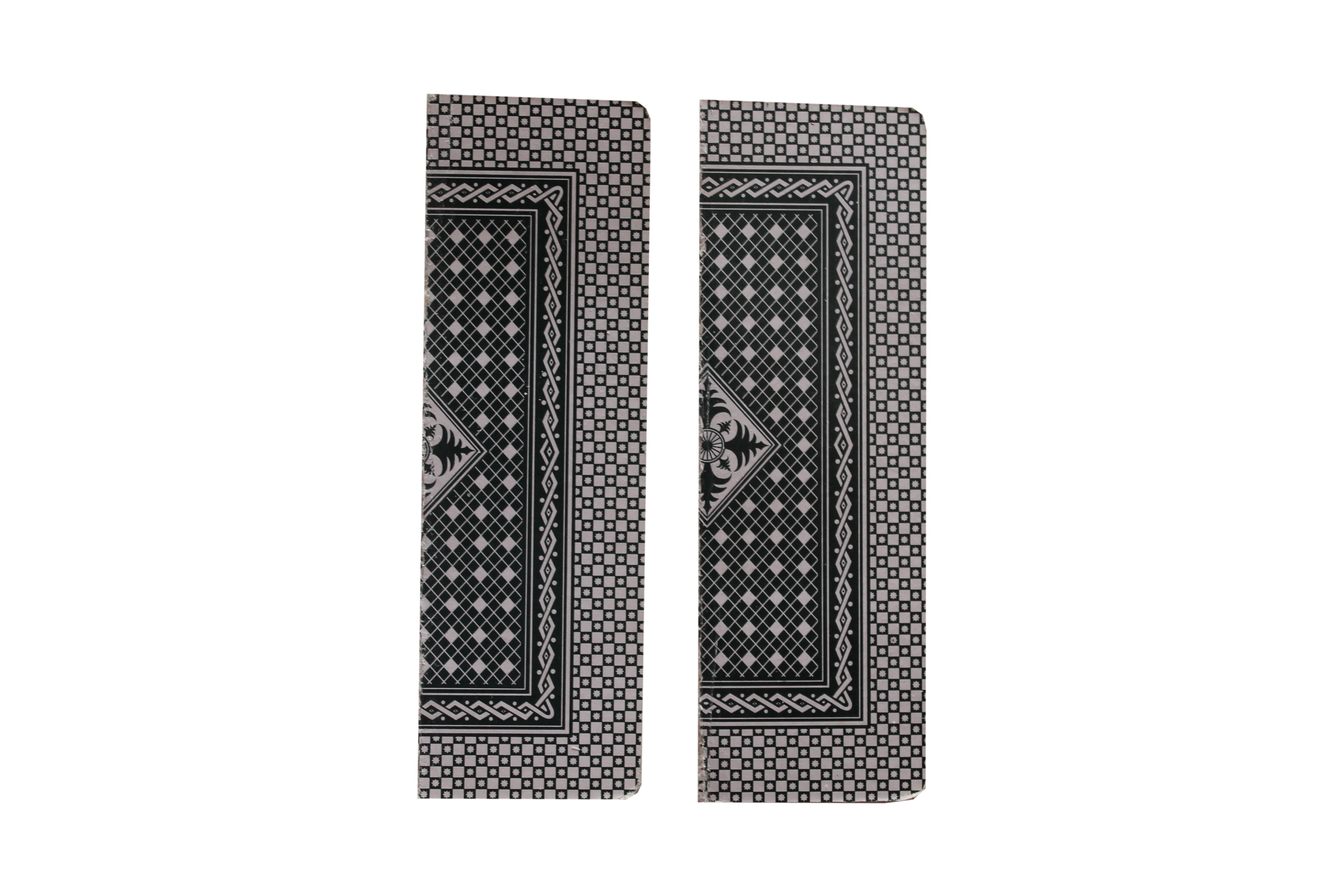
4. S'estripa per la meitat obtenint-ne dues parts iguals
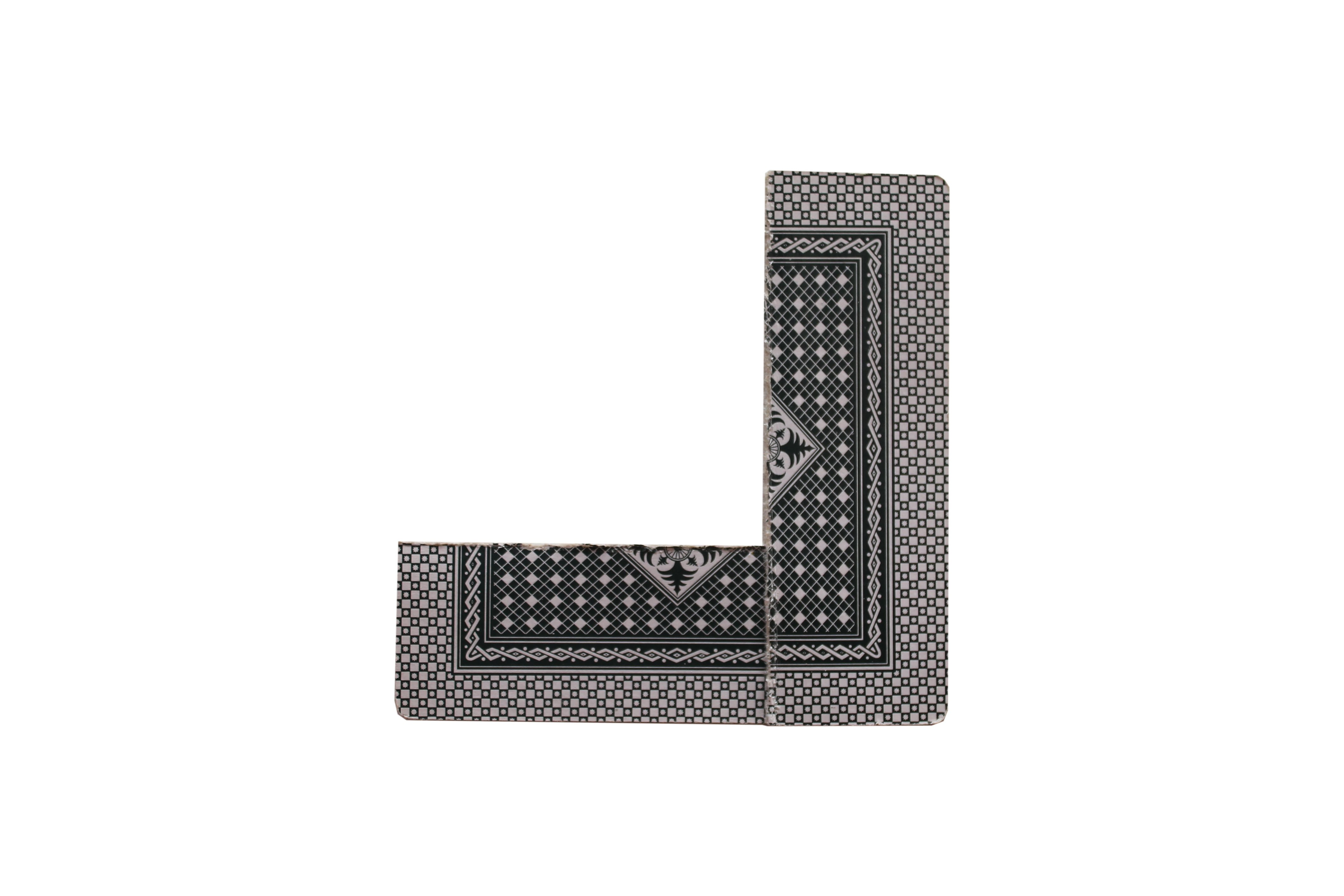
5. Es col·loca les dues parts en forma d'angle de noranta graus
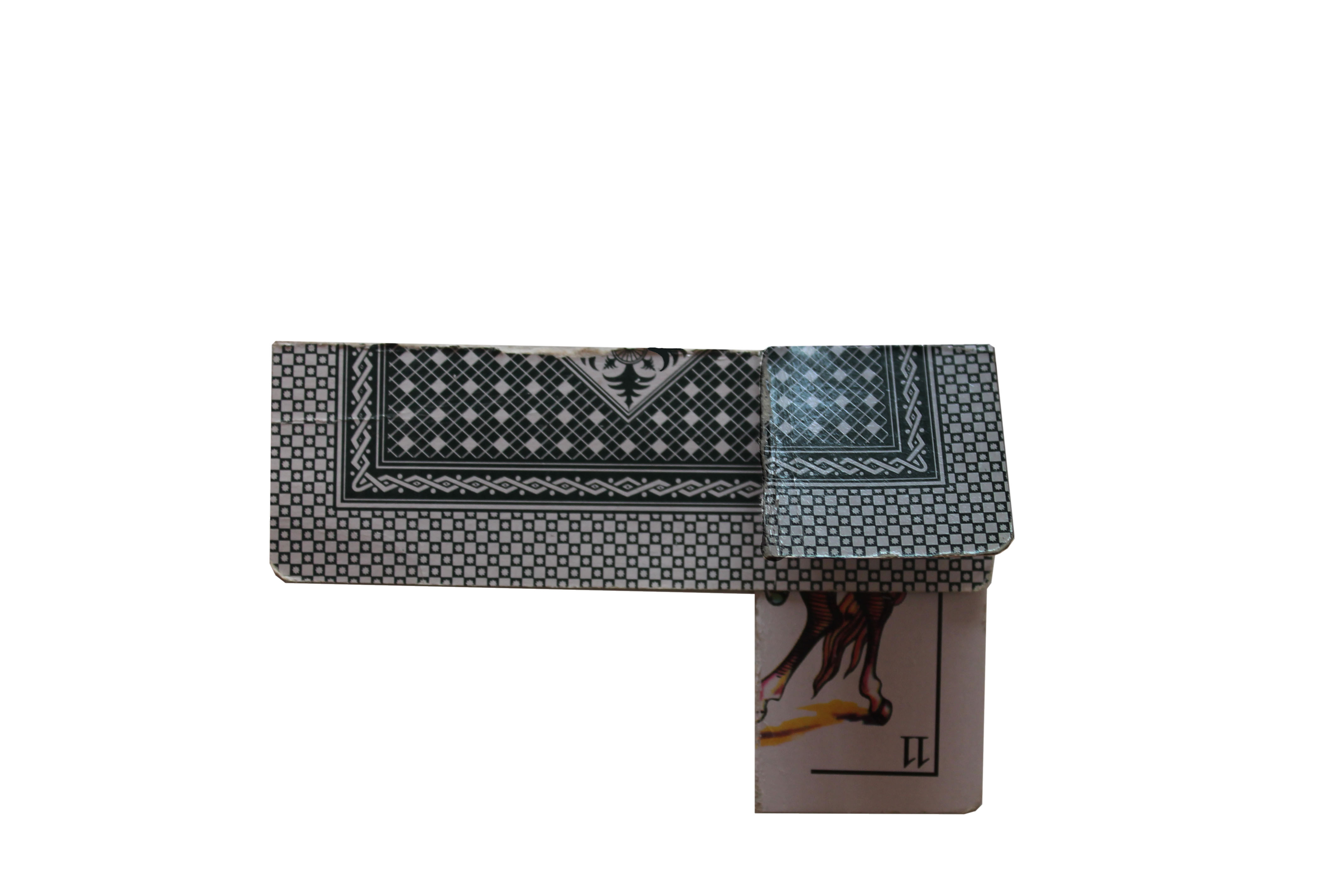
6. Es doblega la part vertical cap endarrere i altre cop cap endavant
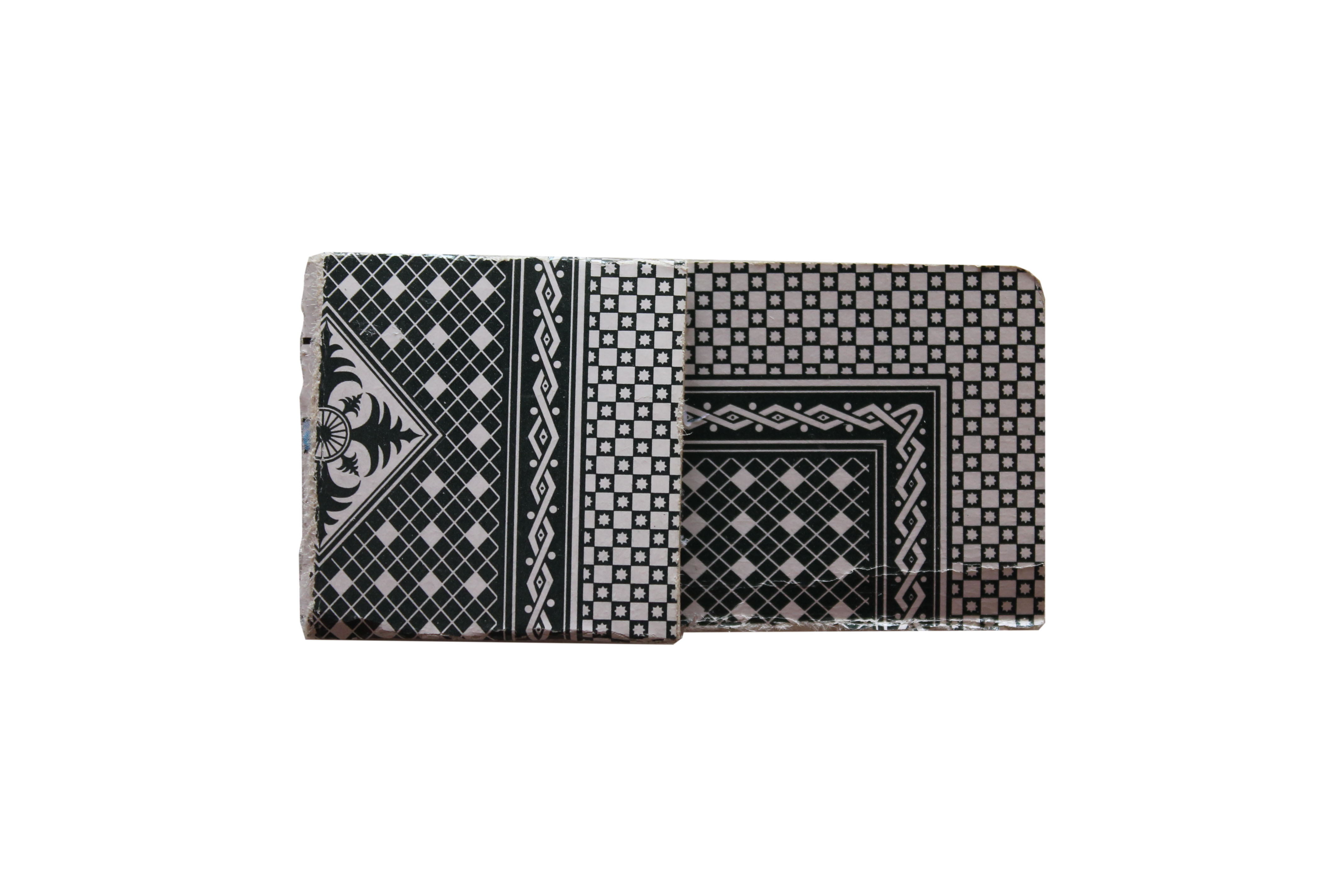
7. Es doblega la part horitzontal cap endarrere i altre cop cap endavant introduint la pestanya dins la ranura per tal que s'aguanti

## Història
Es creu que els patacons moderns, com avui els coneixem, es van originar a Maui (Hawaii), durant els anys 20 ó 30, amb tapes d'ampolles. Als inicis de la dècada dels 70, una marca de sucs anomenada POG (Passionfruit, Orange, Guava) va reintroduir el joc. D'aquesta marca sorgeix el nom en anglès de la joguina.
A inicis dels 90, una mestra d'una escola recordà el joc de la seva infància als seus estudiants, i va ser just a partir d'aquí que el joc va cobrar una tremenda popularitat, estenent-se per tots els Estats Units, i després a la resta de món.

## Col·leccionisme
Eren objectes col·leccionables, ja que tenien dibuixos. Hi havia Tazos de Looney Tunes, de futbolistes, del Chiquito de la Calzada, de molts altres temes i fins i tot dibuixos originals creats especialment per Matutano.

## Joc
L'altre aspecte dels patacons és que es poden guanyar o perdre en un joc contra altres nens. Cada nen posa un patacó cap per avall en una pila comuna i després els nens van prenent torns per intentar capgirar el màxim de patacons possible llançant un dels seus propis patacons contra la pila. Cada jugador es queda amb tots els patacons que fos capaç de capgirar.
Hi ha diferents tècniques de llançament de patacons. Amb el pas del temps, Matutano i altres marques que es volien aprofitar de la popularitat dels patacons en van treure de més grossos i durs, fets de plàstic massís, i fins i tot amb dissenys fluorescents o hologràfics, amb el reclam implícit que com que aquests patacons eren més grossos podien capgirar els altres patacons més fàcilment, tot i que a la pràctica no sempre era així.